# Lasaia
Lasaia es un género de mariposas de la familia Riodinidae.

## Descripción
La especie tipo es Papilio meris Stoll, 1781, según designación posterior realizada por Stichel en 1910.

## Diversidad
Existen 14 especies reconocidas en el género, todas ellas tienen distribución neotropical. Al menos 1 especies se han reportado en la región Neártica

## Plantas hospederas
Las especies del género Lasaia se alimentan de plantas de la familia Fabaceae. Las plantas hospederas reportadas incluyen los géneros Albizia, Inga, Zygia.